# Tarime
Tarime  este un oraș  în  partea de nord a Tanzaniei, în Regiunea Mara. La recensământul din 2002 înregistra 29.215 locuitori. Este reședința districtului omonim.